# Linum quadrifolium
Linum quadrifolium — вид рослин з роду льон (Linum). Етимологія: лат. quadrifolium — «чотирилистий».

## Ботанічний опис
Тонкий напівкущик з вербоподібними голими гілками, до 50 см. Листки, сидячі, від еліптичних до широкояйцюватих, у кільцях по 2–4, залозисті, верхні супротивні. Квітки в нещільних волотях, жовті.

## Поширення
Ендемік ПАР (Капська провінція). Населяє вологі пісковикові схили.